# Jaime Delgado
Jaime Delgado Mena (11 gennaio 1943) è un ex calciatore ecuadoriano, di ruolo attaccante e centrocampista.

## Carriera
Dopo aver giocato nella Juventud Italiana, dal 1965 al 1968 gioca nell'Emelec, con cui vince il Campeonato Nacional de Fútbol 1965. Con l'Emelec partecipò a tre edizioni della Coppa Libertadores, e contribuì con una doppietta alla prima vittoria esterna del club ecuadoriano nella massima competizione sudamericana per club, ovvero la vittoria del 22 marzo 1967 per 2-1 contro i cileni dell'Universidad Católica.
Nel 1971 viene ingaggiato dagli statunitensi N.Y. Cosmos, alla loro stagione d'esordio nella North American Soccer League. Con i Cosmos, dopo aver ottenuto il secondo posto nella Northern Division, fu eliminato con i suoi dall'Atlanta Chiefs dalla corsa al titolo della NASL 1971.
La stagione seguente passa ai Miami Gatos, con cui ottiene solo il quarto ed ultimo posto nella Southern Division, non riuscendo così ad accedere alla fase finale del torneo.

## Palmarès

### Competizioni nazionali
- Campionato ecuadoriano: 1

Emelec: 1965